# Чу Се Хьок
Чу Се Хьок  (кор. 주 세혁, 20 січня 1980) — південнокорейський настільний тенісист, олімпійський медаліст.

## Виступи на Олімпіадах
| Олімпіада   | Дисципліна       | Місце |
| ----------- | ---------------- | ----- |
| Афіни 2004  | одиночний розряд | =9    |
| Афіни 2004  | парний розряд    | =9    |
| Лондон 2012 | одиночний розряд | =17   |
| Лондон 2012 | командний розряд | 2     |